# Palma di Montechiaro

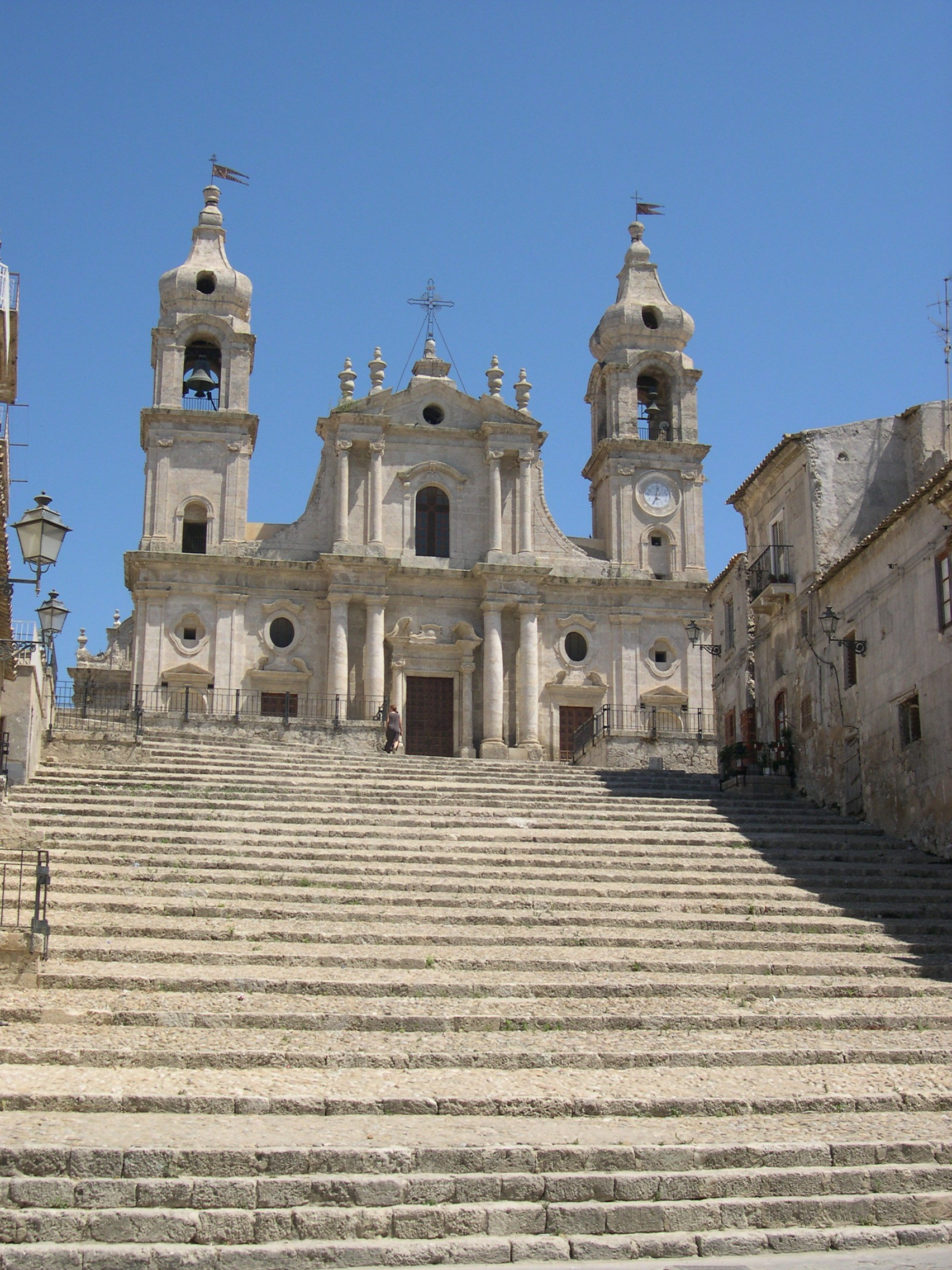
Nhà thờ Đức Mẹ ở Palma di Montechiaro.

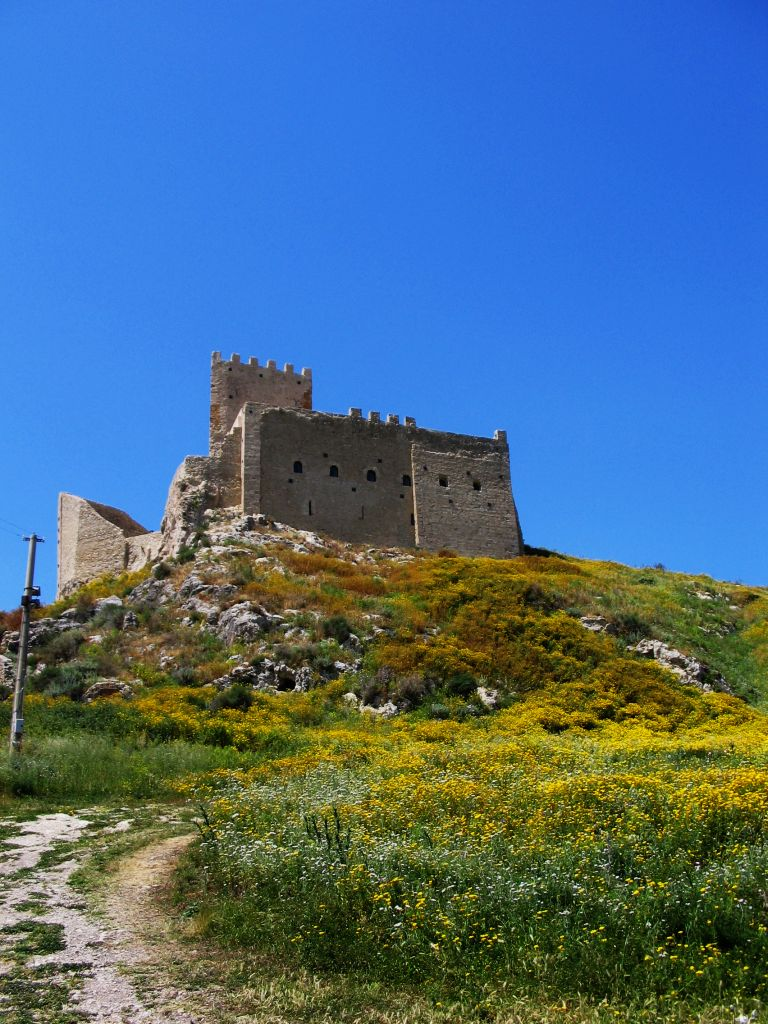
Lâu đài Chiaromonte.

Palma di Montechiaro (Parma di Muntichiaru trong tiếng Sicilia) là một đô thị ở tỉnh Agrigento, Sicilia, Italia. Đô thị này có diện tích 76 km2, dân số năm 2001 là 21.533 ngwoif.